# بخش شومیخینسکی
بخش شومیخینسکی (به لاتین: Shumikhinsky District) یک منطقهٔ مسکونی در روسیه است که در استان کورگان واقع شده‌است.